# Мкртчян, Вардан Аракелович
Вардан Аракелович Мкртчян (арм. Վարդան  Մկրտչյան, 3 октября 1954, Ереван) — бывший депутат парламента Армении.
- 1971—1976 — Ереванский политехнический институт. Инженер-электромеханик.
- 1971—1980 — был рабочим участка на «Армэлектрозаводе».
- 1980—1986 — старший научный сотрудник Всесоюзного НИИ техмашиностроения.
- 1986—1989 — начальник производства на заводе «Аракс».
- 1989—1999 — заместитель главного инженера «Армэлектрозавода», в 1999 году заместитель министра торговли и промышленности Армении.
- 1999—2003 — член постоянной комиссии НС по государственно-правовым вопросам.
- 25 мая 2003 — секретарь правления НПА.
- 31 мая 2007 — принял решение покинуть партию. Решение о выходе из партии обусловлено «нежеланием в дальнейшем заниматься политической деятельностью, вернее партийной». По его словам, он намерен найти себя в иной сфере, будь то экономика или инженерия.